# Cimbra

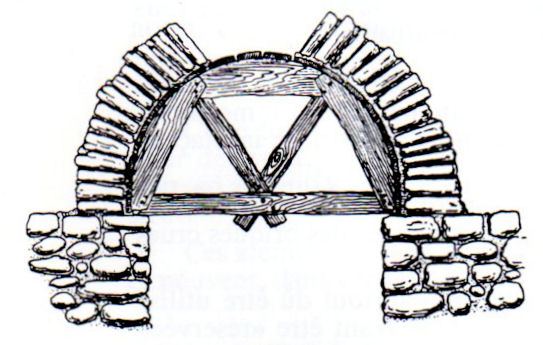
Cimbra de madera

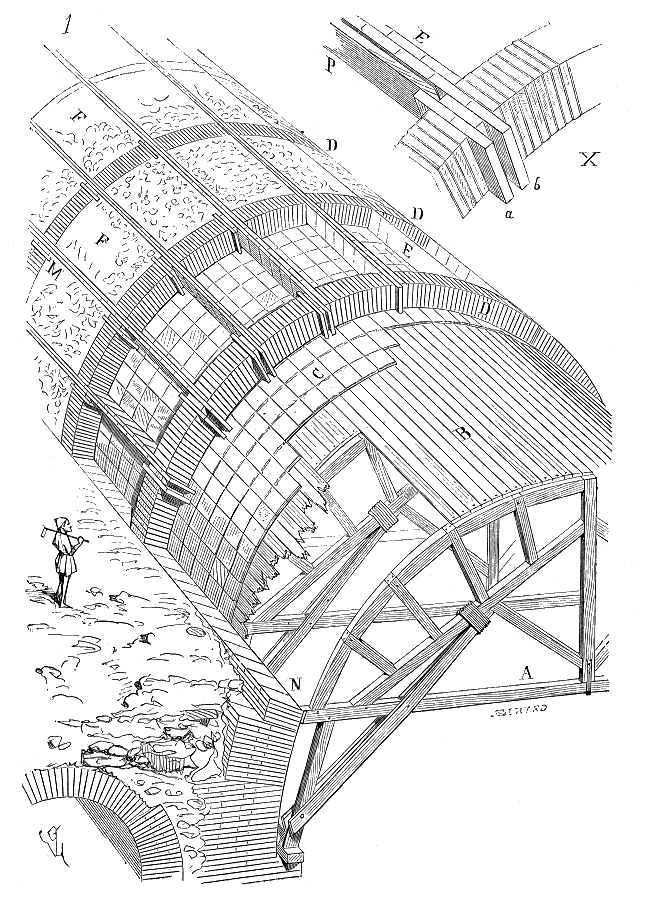
Proceso de cimbrado en la construcción de una bóveda romana.

La cimbra es una estructura auxiliar que sirve para sostener provisionalmente el peso de un arco o bóveda, así como de otras obras de cantería, durante la fase de construcción. Suele ser una cercha de madera. Esta estructura, una vez montadas las dovelas y la clave, se desmonta en una operación denominada descimbrado. 

## Características

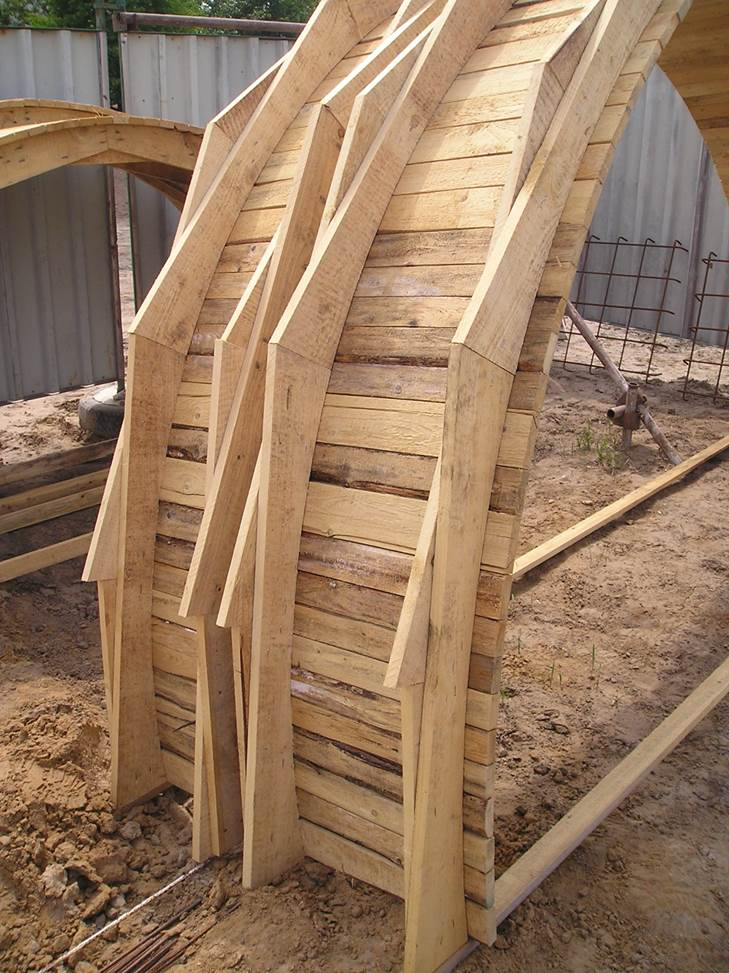
Encofrado para cimbra con hombros

Durante el proceso de construir arcos y bóvedas se utilizan para sujetar las dovelas hasta el momento de su terminación, cuando se pone la clave. También se denomina cimbra a la curvatura interior (o intradós) de un arco o de una bóveda. En la construcción y diseño de arcos se suele evitar su uso debido al encarecimiento que supone su construcción. Generalmente se encarga a carpinteros especializados. 
En algunos países de la América hispanohablante también se utiliza el término cimbra para designar a los encofrados, por la semejanza de funciones con estos y, especialmente, cuando se trata estructuras auxiliares de grandes arcos de hormigón en puentes. 

## Tipos de cimbra
- Cimbra corrediza. La que se corre cambiándola de sitio.
- Cimbra de parhillera. La que se usa en las galerías de minas.
- Cimbra de tendido. La empleada en las galerías de mina formada por una camada horizontal de estemples sobre los cuales se colocan rollizos y escombros.
- Cimbra fija. La que tiene uno o más apoyos en el espacio o clavo que hay entre los estribos o pilas de la bóveda.
- Cimbra mixta. La que siendo en su forma o armazón general recogida, recibe luego los puntos de apoyo intermedios a los estribos como las fijas.
- Cimbra peraltada. Aquella cuyo eje es superior a la mitad de la cuerda del arco que la forma.
- Cimbra rebajada. Aquella en que la altura del eje es menor que la mitad de la cuerda del arco.
- Cimbra flexible o recogida. La que no tiene apoyo alguno intermedio y solo va a apoyada en las fábricas de los estribos o pilas.[1]